# Лопес Гарсия, Антонио

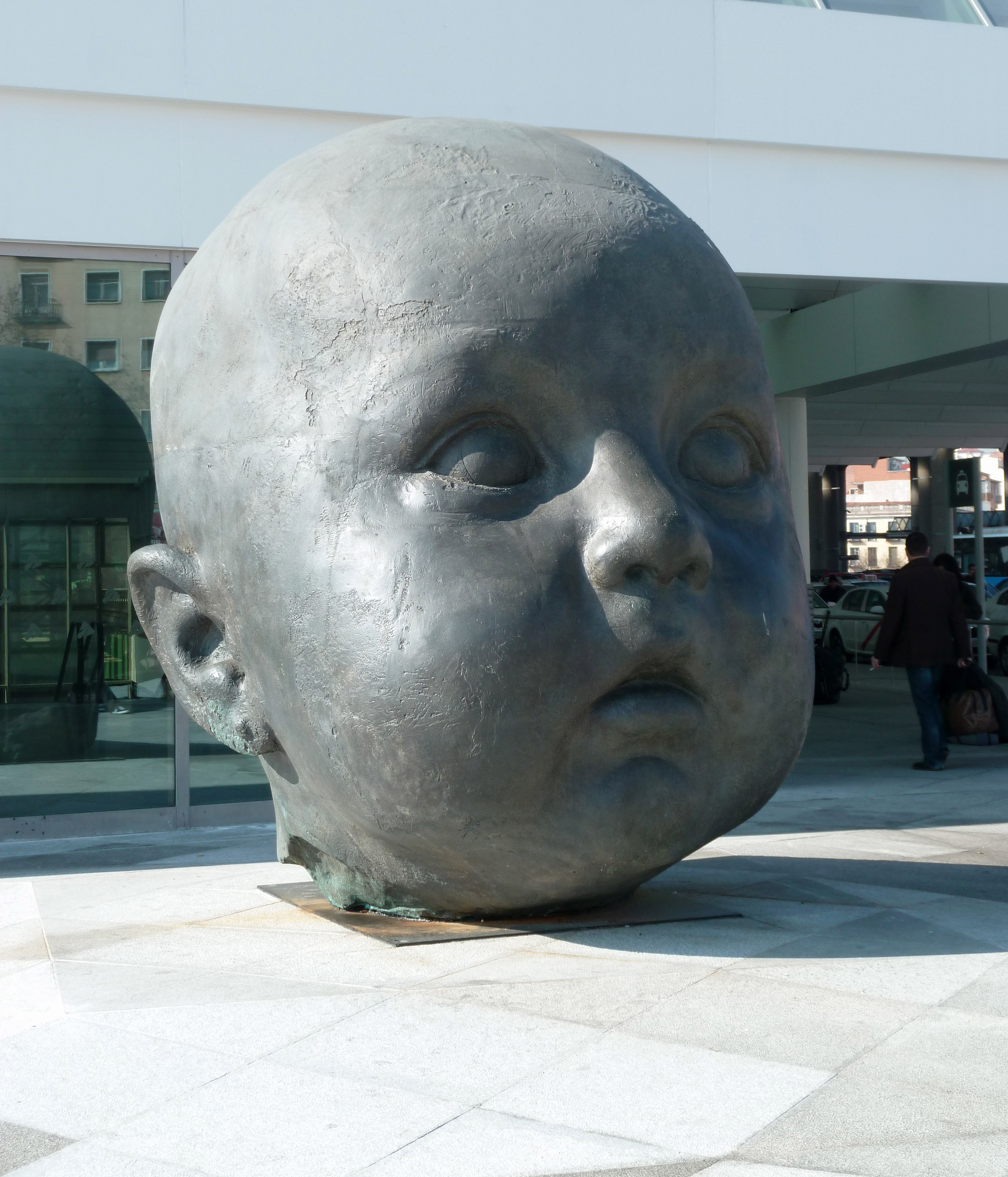
А.Лопес Гарсия День. Мадрид (2008)

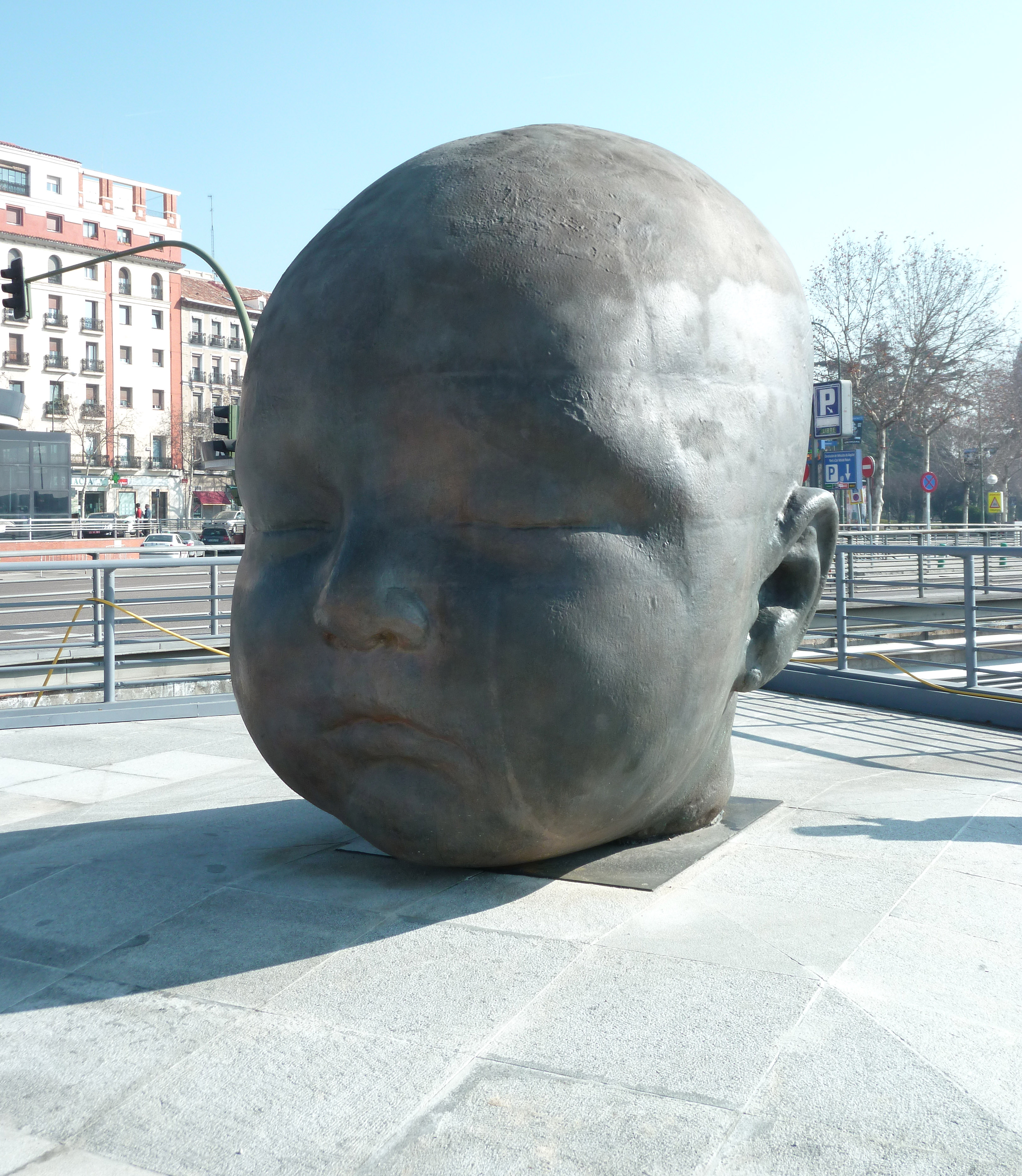
А.Лопес Гарсия Ночь. Мадрид (2008)

Анто́нио Ло́пес Гарси́я (исп. Antonio López García; род. 6 января 1936, Томельосо, провинция Сьюдад-Реаль) — современный испанский скульптор и художник-гиперреалист.

## Жизнь и творчество
Лопес Гарсия родился незадолго до начала Гражданской войны в Испании. Первые уроки живописи получил в детстве, у своего дяди Антонио Лопеса Торреса, местного художника-пейзажиста. В 1949 приехал в Мадрид; в 1950—1955 обучался в Королевской академии изящных искусств Сан-Фернандо, где неоднократно выигрывал различные художественные премии. Ещё в Академии Антонио познакомился с художницей Марией Морено, ставшей в 1961 году его женой. Во время учёбы он также сблизился с молодыми живописцами Франциско Лопесом Эрнандесом, Амалией Авиа и Изабель Квинтанилья, образовав с ними мадридскую группу художников-реалистов. В послевоенный период Испания была культурно изолирована от остальной Европы, А. Лопес Гарсия и его коллеги могли черпать информацию о развитии современного искусства, о творчестве таких мастеров, как Пикассо, лишь из библиотечной литературы.
После окончания Академии в 1955 году А. Лопес Гарсия вместе со своим товарищем Франциско Лопесом Эрнандесом уехал в Италию, где изучал искусство эпохи Возрождения. Вернувшись на родину, много времени проводил в мадридском музее Прадо; его особенно интересовало творчество Веласкеса. В 1957—1964 увлекался сюрреализмом, его работы зачастую отражали космические пейзажи и прочие фантастические сцены. В середине 1960-х годов его творчество можно отнести к течению т. н. магического реализма. Наиболее характерными в данном случае являются его полотна Осень (1961) и Море (1961—1970).
Начиная с 1960, писал панорамные полотна испанской столицы, а также создавал портреты, изображения женщин, зданий и их интерьеров — студийных помещений, ванных комнат и т. п. Обладая разносторонним талантом, создавал различные произведения — картины маслом на полотне, карандашные рисунки, скульптуры — из дерева и металла.
Участвовал в различных выставках как в Испании, так и за её пределами. В 1986 состоялась его персональная выставка в нью-йоркской галерее Мальборо, в 2008 — в Музее изящных искусств Бостона. Принимал участие в выставке современного искусства documenta 6 в Касселе, персональная выставка его работ была организована в мадридском музее Тиссена-Борнемисы. Творчество Лопеса Гарсии было отмечено различными премиями и наградами — в том числе от испанского министерства образования, золотыми медалями провинции Кастилия — Ла-Манча и города Мадрид. В 1986 награждён премией принца Астурийского в области искусства, в 2006 — награждён премией Веласкеса, с 2004 — почётный член нью-йоркской Академии искусства и литературы.
В 1992 году на экраны вышел художественный фильм режиссёра Виктора Эрисе El Sol del Membrillo, сюжет которого разворачивается вокруг одной из картин Антонио Лопеса Гарсия.

## Галерея
- Избранные работы Антонио Лопеса Гарсия.

1. ↑  https://www.elespanol.com/el-cultural/arte/20200217/muere-maria-moreno-luz-antonio-lopez/468204608_0.html